# Саскут-Сат
Саскут-Сат (рум. Sascut-Sat) — село у повіті Бакеу в Румунії. Входить до складу комуни Саскут.
Село розташоване на відстані 209 км на північ від Бухареста, 43 км на південь від Бакеу, 114 км на південь від Ясс, 113 км на північний захід від Галаца, 127 км на північний схід від Брашова.

## Населення
За даними перепису населення 2002 року у селі проживали 2147 осіб, з них 2142 особи (99,8%) румунів. Рідною мовою 2142 особи (99,8%) назвали румунську.